# Gložane (Vlasotince)
Pour les articles homonymes, voir Gložane.
Gložane (en serbe cyrillique : Гложане) est un village de Serbie situé dans la municipalité de Vlasotince, district de Jablanica. Au recensement de 2011, il comptait 644 habitants.

## Démographie
| 1948 | 1953 | 1961 | 1971 | 1981 | 1991 | 2002 | 2011 |
| ---- | ---- | ---- | ---- | ---- | ---- | ---- | ---- |
| 527  | 564  | 571  | 614  | 644  | 696  | 660  | 644  |

|  |